# Ester sulfonique
 (janvier 2022).
Si vous disposez d'ouvrages ou d'articles de référence ou si vous connaissez des sites web de qualité traitant du thème abordé ici, merci de compléter l'article en donnant les références utiles à sa vérifiabilité et en les liant à la section « Notes et références ».

Formule générale d'un ester sulfonique

Un ester sulfonique est un ester produit par la réaction entre un acide sulfonique et un alcool, à l'image d'un ester carboxylique qui est produit par la réaction entre un acide carboxylique et un alcool. Les esters sulfoniques ont donc une structure de la forme R-S(=O)2-O-R'

## Nomenclature
Les esters sulfoniques sont nommés selon la même convention que leurs analogues carbonés, R-sulfonate de R'.
Par exemple, le composé CF3S(=O)2-O-CH3 sera nommé trifluorométhanesulfonate de méthyle.
Les esters sulfoniques cycliques, à l'image de leur homologue lactone, sont nommés sultones.